# Елвир Мекић
Елвир Мекић (мак. Елвир Мекиќ, 15. октобар 1981) је македонски поп, р'н'б и  поп-фолк певач бошњачког порекла, који је регионалну славу стекао захваљујући дуетима са Слађом Делибашић, Селмом Бајрами и Ђусом. Издао је три студијска албума, а такође се такмичио на македонском избору за песму Евровизије.

## Дискографија

### Албуми
- Опасно (2007)
- Како нов (2009)[2]
- Неодолива (2012)

### Синглови
- Одиме на победа (2007)
- Опасно (2007) са Мајом Саздановском
- Уште те има (2007)
- Некаде после два (2008)
- Кажи нешто драга (2008)
- Пет минута (2008) са Слађом Делибашић
- Лично твој (2008) са Гоцеом Ардауновим
- Слаба точка (2009) са Јованом Јовановим
- Ич не ме боли (2010) са Тонијем Зеном
- Тај ти не личи (2010) са Ђусом
- Шта је од бога добро је (2010) дует са Селмом Бајрами
- Још увек смо на ви (2011) са Слађом Делибашић